# Garibald I. Bavorský
Garibald I. (* kolem 540) byl první bavorský vévoda z rodu Agilolfingů, vládnoucí mezi léty 555–591.
V roce 556 se oženil s vdovou po merovejském králi Austrasie Theobaldovi, Waldradou. Jeho dcera Theodelinda se měla stát ženou austrasijského krále Childeberta II., avšak nakonec si vzala lombardského krále Agilolfa. To se samozřejmě nelíbilo Childebertovi, který s vojskem vpadl do Bavorska a zbavil Garibalda vlády ve prospěch Tassila I., Garibaldova blízkého příbuzného, pravděpodobně jeho syna.